# 武装党卫队

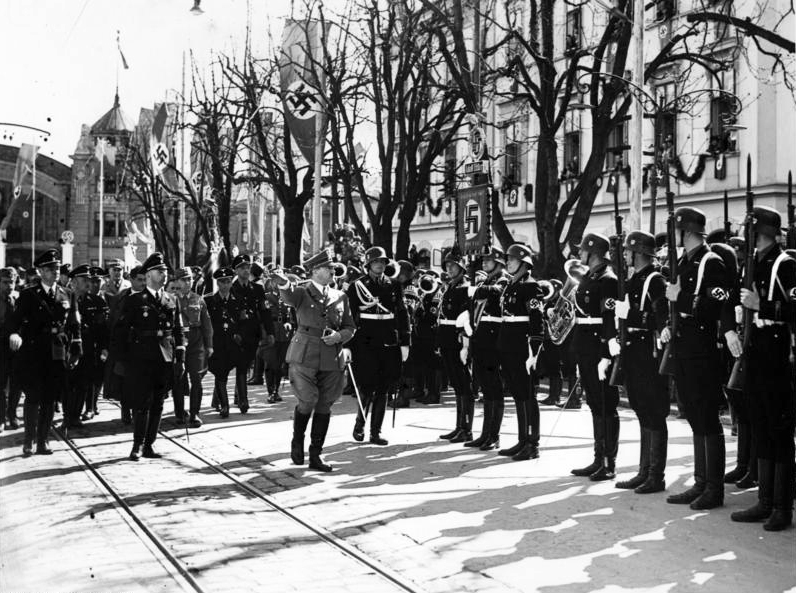
1938年希特勒在奥地利克拉根福視察武裝黨衛隊

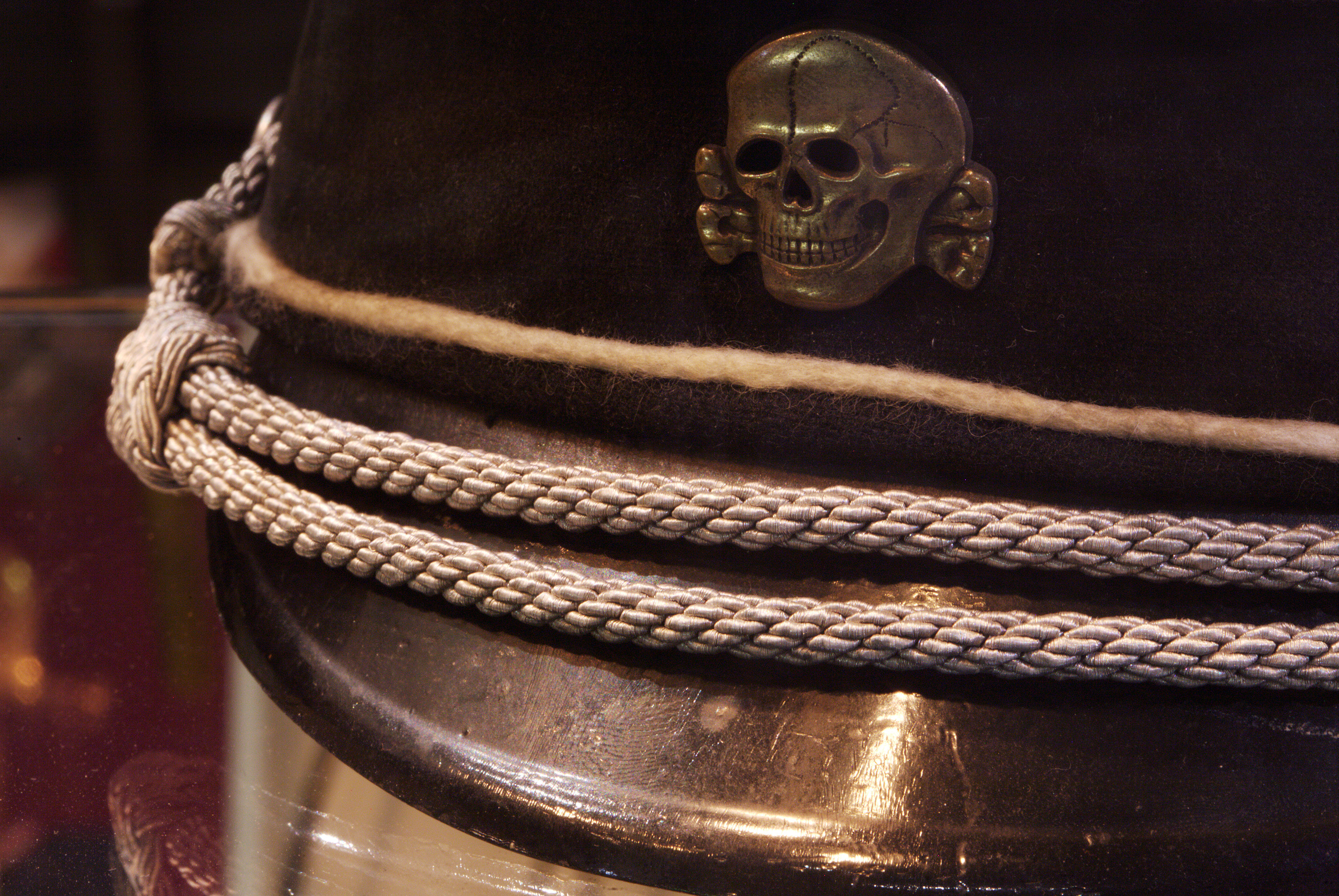
武裝黨衛隊骷髏帽徽

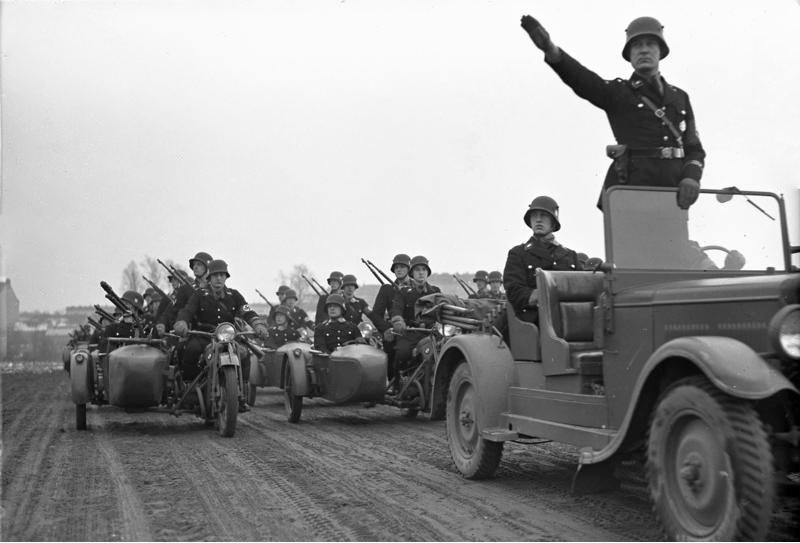
1939年武裝黨衛隊車隊

武裝黨衛隊（德語：Waffen-SS，發音：[ˈvafn̩ʔɛsˌʔɛs]）是納粹德國黨衛隊領導的一支準軍事部隊，由黨衛隊特別機動部隊發展而來，於1940年初開始使用該名稱。
在战争中后期，由于前线战事的吃紧以及人员的不足，大量的一般党卫队成员也在接受紧急军事训练后，被编入武装党卫队中投入前线作战，但表现往往差强人意。而且纳粹党员出身的武裝黨衛隊对敌人往往更为凶残，以犯下大量戰爭罪行而惡名昭彰，例如處決戰俘、將佔領區的不受欢迎族裔平民以各种理由處決等。武裝黨衛隊实际上是屬於国防军直接指挥的准军事部队。另雖然其人數相對正規國防軍較少，但仍經常與其在前线協同作战，故战争中可以经常看到武裝黨衛隊国防军参杂的画面。例如二戰期間，诺曼底战役中大將約瑟夫·迪特里希下属部队被调往前线归属隆美尔部指挥，保羅·豪塞爾是武装親衛隊协同国防军作战的军事观察员，也曾担任集团军的总司令一职直至替补人员到达。

## 歷史沿革

### 前身

#### 元首警卫旗队
1933年3月17日納粹黨取得政權後，希特勒在柏林親自下令成立柏林參謀卫队（Stabswache Berlin），主要是負責總理官邸的內部警衛和正式儀式接待的儀仗隊，並指派親衛隊集團的領袖約瑟夫·迪特里希為指揮官，由他在親衛隊中嚴格挑選120人組成一支直屬於希特勒本人的武裝部隊。而德國陸軍所提供的元首護衛隊則負責官邸外圍的安全。這支部隊在同年9月的纳粹黨大會後正式定名阿道夫·希特勒警卫旗队，共編制有2,600人。

#### 特别机动部隊
柏林儀仗警卫隊成立的同時，纳粹黨在慕尼黑、漢堡及德勒斯登等大都市成立了政治警备隊（politische Bereitschaft），作為其在國內執行政治任務的武裝部隊。
1934年希特勒發動長刀之夜，以海因里希·希姆莱領導下的黨衛隊及正規警察為主力，清算了納粹衝鋒隊的勢力。
1935年3月15日希特勒在柏林宣佈撕毀凡爾賽條約。3月16日德國恢復义务徵兵制，希特勒下令成立完全軍事化的親衛隊組織，也就是親衛隊特别机动部队。
當時的特别机动部队總共有11個營，包括一個工兵營和一個通訊營，總計有8,459人。1936年前陸軍中將保羅·豪賽爾被任命为特别机动部队總監，他將原本散駐各地的各個營集中起來在慕尼黑成立了親衛隊德意志旗队，在漢堡成立了親衛隊日爾曼旗队。
1937年為解決武裝親衛隊領導的軍事素質不足問題，保羅·豪賽爾特定開設党卫队巴特特尔茨青年學校和党卫队布伦瑞克容克學校，專門負責教育培訓親衛隊軍官，兩個學校共759人。
1938年德奧合併後，在維也納的特别机动部队也成立了一個新的親衛隊－元首旗隊（SS-Standarte der Führer）。
德波戰爭後的1939年10月，親衛隊將德意志旗队、日爾曼旗队、元首旗隊3支特别机动部队旗隊合組成親衛隊特别機動師參加接下來的德法戰役。

#### 骷髏師
1933年，由德國國內主要负责监狱（特别是集中营）的看守及管理的警卫部隊所組成的另一支武裝部隊，就是所謂的親衛隊骷髏总队，其指揮官為西奧多·艾克。
由於特别机动部队的擴張使得希姆萊的可用兵力愈來愈少，因此他就將原本負責集中營工作的親衛隊骷髏总队中的精英分子獨立出來，在达豪（Dachau）改編為一個分队，由原先的指揮官艾凱指揮。到了1939年10月16日，親衛隊骷髏总隊已經有3個旗队，兵力約6,500人，其後以此3個旗队為核心，成立了親衛隊骷髏師（SS-Division Totenkopf）。

#### 警察師
1939年，為了接下來的波蘭戰役，希姆萊開始向擔任德國內一般警察勤務的秩序警察招募專門的戰備部隊，由警察組成的警察師（Polizei-Division）於9月18日正式成立，並立即投入法國戰役。

### 建軍
1940年4月，為管制親衛隊眾多的不同武裝部隊，黨衛隊成立了統一指揮旗下武裝部隊的指揮部黨衛隊作戰本部。
因為黨衛隊於10月在法國戰役表現傑出，國防軍對其大幅改觀，遂不再貶稱親衛隊為「瀝青士兵」，而是將其視為貨真價實的「野戰部隊」。
黨衛隊作戰本部也因而將旗下各武裝部隊統一整編為體制、編制一致的單位，並正式命名為武装黨衛隊。
此後，武裝黨衛隊各師開始有正式編號序列（武裝親衛隊師列表），並且配屬裝甲單位。
- 1943年黨衛隊第1裝甲師、黨衛隊第12裝甲師、黨衛隊第17裝甲擲弹兵師，被整編為黨衛隊第1裝甲軍，首任軍長為約瑟夫·迪特里希。
- 黨衛隊第2裝甲師、黨衛隊第9裝甲師（1943年含黨衛隊第3裝甲師、1944年含黨衛隊第10裝甲師、1945年含黨衛隊第23武裝山地師），被整編為黨衛隊第2裝甲軍，首任軍長為保羅·豪塞爾。
- 1944年黨衛隊第11志願裝甲擲彈兵師、黨衛隊第20武裝擲彈兵師、黨衛隊第23志願裝甲擲彈兵師、黨衛隊第27志願擲彈兵師、黨衛隊第28志願裝甲擲彈兵師（5月含黨衛隊第4裝甲擲彈兵師），被整編為黨衛隊第3裝甲軍。
- 黨衛隊第3裝甲師、黨衛隊第5裝甲師，被整編為黨衛隊第4裝甲軍。

### 結束
1945年5月7日時任德國聯邦大總統的卡爾·鄧尼茲宣布德國簽署無條件投降書，並命令德國所有武裝部隊立即停止抵抗後，武裝親衛隊多數部隊在5月8日向英美聯軍與蘇軍投降。
而後武裝親衛隊因在東歐的别动队所積極进行的种族灭绝，违反了多项当时的战争法，其中包括处决战俘、平民或儿童，加上有管理集中營部隊組成的骷髏師參與其中，因此雖然武裝親衛隊的成員不斷聲稱除了別動隊外，武裝親衛隊實如同國防軍一樣是單純的軍事部隊，武裝親衛隊與執行惡名昭彰的大屠殺與集中營的一般親衛隊是不同關係的組織；但事實上，武裝親衛隊各單位，尤其是親衛隊第2裝甲師（帝國師），在許多德軍佔領區都有屠殺大量平民的記錄，尤以格拉訥河畔奧拉杜爾的屠殺事件為甚，因此在纽伦堡大審時被認定為犯罪組織。

## 軍階
早期親衛隊的軍階與準軍事組織的命名是承襲其對手（冲锋队）的軍階加以變化，軍階的名稱是隨著準軍事組織的名稱而來，因此必須先瞭解準軍事組織的名稱，分為下列幾種：
- 集團（Gruppe），相當於陸軍的師（Division）
- 旗隊（Standarte），相當於陸軍的團（Regiment）
- 上級突擊隊（Sturmbann），相當於陸軍的營（Batailon）
- 突擊隊（Sturm），相當於陸軍的連（Kompanie）
- 下級突擊隊（Untersturm），相當於陸軍的排（Zug）
- 群隊（Schar），相當於陸軍的班（Gruppe）

基本上武裝親衛隊軍階是承襲其對手冲锋队的軍階加以變化。不過武裝親衛隊的肩章與陸軍的肩章大同小異，因此可以由陸軍軍階加以比對。因此按照陸軍軍階比對翻譯後在前面冠上武裝親衛隊是比較合理的。
在將官方面武裝親衛隊比陸軍多了一個軍階，可以比照翻譯為親衛隊上級領袖。在校級及尉級軍官則是相同。在士官方面得先瞭解德國陸軍士官的軍階。陸軍士官在肩章上掛有劍結（sword-knot）的都算是資深士官，包括Feldwebel、Oberfeldwebel及Stabsfeldwebel。按照德文字典翻譯Feldwebel為軍士長，Oberfeldwebel可翻譯成上等軍士長，而Stabsfeldwebel可翻譯成資深軍士長。在德國陸軍Stabsfeldwebel是個榮譽職，是頒發給重新服役滿12年的士官，在早期只頒發給曾參加一戰的老士官。德國陸軍並不像英美陸軍有營團級軍士長的軍階，德國陸軍是有Hauptfeldwebel（首席軍士長）這個類似連隊軍士長的職位，不過並不是軍階，一般由Oberfeldwebel出任，而一旦Oberfeldwebel被任命為Hauptfeldwebel他的軍階將高於Stabsfeldwebel。Unterfeldwebel翻譯為準軍士長，Unteroffizier翻譯為軍士。按照陸軍軍階比對，、及皆為資深士官，可依序翻譯成軍士長、上等軍士長、資深軍士長。在士兵軍階方面親衛隊隊員和親衛隊上級隊員可稱為列兵和上等列兵，其差異在於親衛隊上級隊員服役超過6個月，親衛隊突擊隊員翻譯為豁免兵，而親衛隊分隊領袖可翻譯為上等豁免兵。

### 軍銜
- ：武裝黨衛隊最高集團領袖（全国总指挥）
- ：武裝黨衛隊上级集團領袖（全国副总指挥）
- ：武裝黨衛隊集團領袖（地區總隊領袖、地区总队长）
- ：武裝黨衛隊旅隊領袖（旅队长）
- ：武裝黨衛隊上级领袖（区队长）
- ：武裝黨衛隊旗隊领袖（旗队长）
- ：武裝黨衛隊级上级突擊隊大隊領袖（一级突击队大队长）
- ：武裝黨衛隊突擊隊大隊領袖（二级突击队大队长）
- ：武裝黨衛隊高级突擊隊中隊領袖（一级突击队中队长）
- ：武裝黨衛隊上级突擊隊中隊領袖（二级突击队中队长）
- ：武裝黨衛隊下级突擊隊中隊領袖（三级突击队中队长）
- ：武裝黨衛隊突擊隊領袖（突击小队长）
- ：武裝黨衛隊高级小隊領袖（一级小队长）
- ：武裝黨衛隊上级小隊領袖（二级小队长）
- ：武裝黨衛隊小隊領袖（三级小队长）
- ：武裝黨衛隊下级小隊領袖（三级小队副）
- ：武裝黨衛隊分隊領袖（代理三级小队副）
- ：武裝黨衛隊突擊兵（突击队员）
- ：武裝黨衛隊上级隊員（组长、上级狙击兵）
- ：武裝黨衛隊隊員（隊员、狙击兵）

## 部隊分類
希姆萊為了擴張武裝親衛隊部隊可說是使盡渾身解數。早期向親衛隊骷髏部隊招兵買馬，後來徵召警察成立警察師，之後招募佔領國的德裔外籍士兵，最後則招募佔領國的外籍志願兵，使得終戰前的武裝親衛隊队擴充成接近600,000人的兵力，而整個党卫队組織則有近100萬人。這600,000人中只有50%是德國人、25%是德裔外國人、25%是外國人。